# ワキアカボウシインコ
ワキアカボウシインコ（Alipiopsitta xanthops）は、オウム目インコ科に分類される鳥類。

## 分布
パラグアイ北部、ブラジル、ボリビア東部固有種

## 形態
全長26-27cm。尾羽は短い。頭部や頸部は黄色、後頸や胸部は緑色の羽毛で被われる。体上面は羽毛の外縁（羽）が黄色い明緑色の羽毛で被われる。体側面はオレンジ色がかった赤、腹部は黄色、尾羽基部の下面（下尾筒）や腿は黄緑色の羽毛で被われる。尾羽上面の色彩は黄緑色、尾羽下面の色彩は赤く先端が黄色。
眼の周囲には羽毛がなく、白い皮膚が露出する。虹彩は黄色。嘴の色彩は黄色で、峰が黄みを帯びた灰白色。後肢の色彩は灰色。

## 生態
サバンナ（セラード）にある灌木林、河畔林などに生息する。
食性は植物食で、果実（主にウルシ科やマメ科）、種子などを食べる。
繁殖形態は卵生。大木の樹洞や地表にある蟻塚に、2-4個の卵を産む。抱卵期間は23-24日。

## 人間との関係
開発による生息地の破壊、ペット用の乱獲などにより生息数は激減している。